# Annitella amelia
Annitella amelia là một loài Trichoptera trong họ Limnephilidae. Chúng phân bố ở miền Cổ bắc.